# North Sea Beach Marathon
Der North Sea Beach Marathon ist ein Marathon im dänischen Westjütland, der seit 2000 jeweils Anfang Juli stattfindet. Er ist eine der wenigen Laufveranstaltungen weltweit, die ausschließlich auf Sand gelaufen werden. Außer der klassischen Strecke über 42,195 km gibt es einen Halbmarathon und Läufe über 10 und 5 km.
Die Strecke ist ein Punkt-zu-Punkt-Kurs auf dem Strand zwischen Hvide Sande und Vejers Strand, wobei in geraden Jahren nach Norden und in ungeraden nach Süden gelaufen wird. Der Halbmarathon startet jeweils in Nymindegab und hat dasselbe Ziel wie der Marathon. Die kürzeren Läufe sind Wendepunktstrecken, die am Zielort des Marathons beginnen und enden.
Das Laufen über den Strand ist ziemlich kräfteraubend. Insbesondere gegen Hvide Sande hat der Sand eine Konsistenz, die an Tiefschnee erinnert, so dass man mit einem ähnlichen Zeitaufschlag wie bei einem Bergmarathon rechnen muss. Dementsprechend beträgt auch das Zeitlimit für die Marathonläufer sieben Stunden.

## Statistik

### Streckenrekorde
- Männer: 2:36:46, Jens Henrik Jensen (DEN), 2004
- Frauen: 3:00:09, Joanna Chmiel (POL), 2005

### Siegerliste
Quelle: Ultimate Sport Service
| Jahr          | Männer               | Nation   | Zeit    | Frauen                  | Nation      | Zeit     |
| ------------- | -------------------- | -------- | ------- | ----------------------- | ----------- | -------- |
| 23. Juni 2019 | Mads Kirk Mølgård    | Dänemark | 3:15:08 | Stine Rex -5-           | Dänemark    | 3:32:28  |
| 24. Juni 2018 | Frank Bjerregård     | Dänemark | 3:36:12 | Katrin Grieger          | Deutschland | 4:43:39  |
| 25. Juni 2017 | Henrik Simonsen -5-  | Dänemark | 3:16:46 | Stine Rex -4-           | Dänemark    | 3:44:22  |
| 26. Juni 2016 | Henrik Simonsen -4-  | Dänemark | 2:58:47 | Stine Rex -3-           | Dänemark    | 3:34:49  |
| 28. Juni 2015 | Henrik Simonsen -3-  | Dänemark | 3:15:20 | Stine Rex -2-           | Dänemark    | 3:50:10  |
| 29. Juni 2014 | Henrik Simonsen -2-  | Dänemark | 3:12:20 | Stine Rex               | Dänemark    | 3:41:34  |
| 30. Juni 2013 | Henrik Simonsen      | Dänemark | 3:03:02 | Anne-Marie Simonsen -4- | Dänemark    | 3:49:58  |
| 24. Juni 2012 | Jarosław Janicki -4- | Polen    | 3:07:06 | Anne-Marie Simonsen -3- | Dänemark    | 3:58:56  |
| 26. Juni 2011 | Jarosław Janicki -3- | Polen    | 2:57:15 | Anne-Marie Simonsen -2- | Dänemark    | 4:00:23  |
| 28. Juni 2010 | Jarosław Janicki -2- | Polen    | 2:49:58 | Joanna Chmiel -6-       | Polen       | 3:02:40  |
| 28. Juni 2009 | Julius Mutai         | Kenia    | 2:39:00 | Joanna Chmiel -5-       | Polen       | 3:13:37  |
| 29. Juni 2008 | Jarosław Janicki     | Polen    | 2:49:01 | Joanna Chmiel -4-       | Polen       | 3:13:56  |
| 1. Juli 2007  | Hans Mygind          | Dänemark | 2:57:14 | Tanja Wernicke          | Deutschland | 3:39:44  |
| 2. Juli 2006  | David Menjo Kimutai  | Kenia    | 2:53:00 | Joanna Chmiel -3-       | Polen       | 3:12:56  |
| 26. Juni 2005 | Benjamin Tabot       | Kenia    | 2:40:52 | Joanna Chmiel -2-       | Polen       | 3:00:09  |
| 27. Juni 2004 | Jens Henrik Jensen   | Dänemark | 2:36:46 | Joanna Chmiel           | Polen       | 3:03:45  |
| 29. Juni 2003 | Samwel Maeyo         | Kenia    | 2:42:16 | Ewa Fliegert -2-        | Polen       | 3:21:10  |
| 30. Juni 2002 | Isaack Barno -2-     | Kenia    | 2:44:05 | Anne-Marie Simonsen     | Dänemark    | 3:23:08  |
| 1. Juli 2001  | Torben Nielsen       | Dänemark | 3:10:30 | Janina Malska           | Polen       | 3:30 (?) |
| 2. Juli 2000  | Isaack Barno         | Kenia    | 2:53:14 | Ewa Fliegert            | Polen       | 3:25:58  |